# アークティック・レース・オブ・ノルウェー
アークティック・レース・オブ・ノルウェー（Arctic Race of Norway）は、例年8月ノルウェー北部を舞台に行われる、自転車競技、ロードレースにおけるステージレース。カテゴリはUCIプロシリーズ。

## 概要
2013年にツール・ド・フランス等を運営するA.S.Oによって開幕。UCIヨーロッパツアー2.1カテゴリであったが、2015年に2.HCカテゴリに、2020年にUCIプロシリーズに昇格した。「アークティック」とは「北極」という意味で、レースの行われるノルウェー北部は北極圏に入っており、北極に最も近いレースという意味がレース名称に込められている。
2021年までは、山岳賞を獲得した選手に副賞として、サーモン500kgが贈られていた。

## 歴代優勝者
| 年   | 選手名                                                     | 国籍                                                       | 所属チーム                                                 |
| ---- | ---------------------------------------------------------- | ---------------------------------------------------------- | ---------------------------------------------------------- |
| 2013 | トル・フースホフト                                         | ノルウェー                                                 | BMC・レーシングチーム                                      |
| 2014 | ステーフェン・クラウスヴァイク                             | オランダ                                                   | ベルキン・プロサイクリング・チーム                         |
| 2015 | レイン・ターラミャエ                                       | エストニア                                                 | アスタナ・プロチーム                                       |
| 2016 | ジャンニ・モスコン                                         | イタリア                                                   | チームスカイ                                               |
| 2017 | ディラン・トゥーンス                                       | ベルギー                                                   | BMCレーシングチーム                                        |
| 2018 | セルゲイ・チェルネツキー                                   | ロシア                                                     | アスタナ・プロチーム                                       |
| 2019 | アレクセイ・ルツェンコ                                     | カザフスタン                                               | アスタナ・プロチーム                                       |
| 2020 | 新型コロナウイルス感染症の世界的流行 (2019年-)により未開催 | 新型コロナウイルス感染症の世界的流行 (2019年-)により未開催 | 新型コロナウイルス感染症の世界的流行 (2019年-)により未開催 |
| 2021 | ベン・ヘルマンス                                           | ベルギー                                                   | イスラエル・スタートアップネイション                       |
| 2022 | アンドレアス・レックネスン                                 | ノルウェー                                                 | チームDSM                                                  |
| 2023 | スティーブン・ウィリアムズ                                 | イギリス                                                   | イスラエル・プレミアテック                                 |
| 2024 | マグナス・コルト                                           | デンマーク                                                 | Uno-X Mobility                                             |
| 2025 | コービン・ストロング                                       | ニュージーランド                                           | イスラエル・プレミアテック                                 |